# 光明小眼蛇鰻
光明小眼蛇鰻為輻鰭魚綱鰻鱺目糯鰻亞目蛇鰻科的其中一種，分布於東太平洋區，從加利福尼亞灣至厄瓜多海域，棲息深度可達30公尺，體長可達41公分，棲息在沙底質海域，屬肉食性，生活習性不明。

## 擴展閱讀
維基物種上的相關：光明小眼蛇鰻